# Giulio Douhet
Giulio Douhet (ur. 30 maja 1869 w Casercie, zm. 15 lutego 1930 w Rzymie) – włoski generał lotnictwa, twórca teorii wojny powietrznej i wykorzystania bombardowania strategicznego.